# Port lotniczy Antsirabato
Port lotniczy Antisarabato (IATA: ANM, ICAO: FMNH) – port lotniczy położony w Antalaha, na Madagaskarze.

## Linie lotnicze i połączenia
| Linia Lotnicza | Kierunek        |
| -------------- | --------------- |
| Air Madagascar | 1. Antananarywa |